# Hugo Bürkner

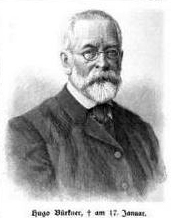
Hugo Bürkner

Leopold Hugo Bürkner (* 24. August 1818 in Dessau; † 17. Januar 1897 in Dresden) war ein deutscher Maler und Illustrator, in späteren Jahren Professor und Leiter der Holzschneidekunst an der Kunstakademie Dresden. 

## Leben

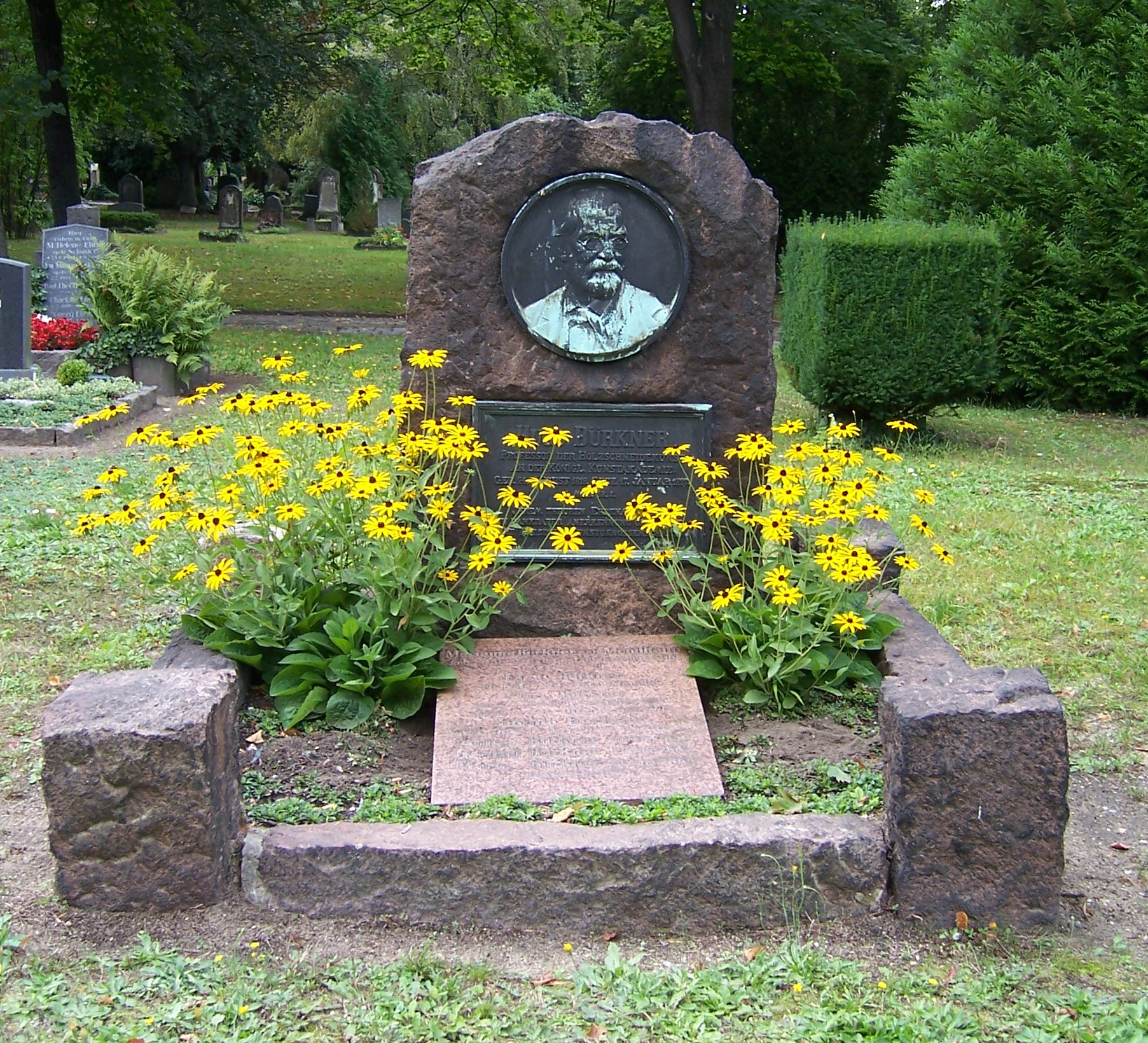
Grab Hugo Bürkners auf dem Trinitatisfriedhof in Dresden.

Hugo Bürkner war ein Schüler des Hofmalers Johann Heinrich Beck, von dem er Privatunterricht erhielt. Ab 1837 besuchte er die Kunstakademie Düsseldorf, wo er sich mit Eduard Bendemann und Julius Hübner anfreundete. In der Düsseldorfer Akademie war er ein Schüler von Karl Ferdinand Sohn, bevor er 1840 nach Dresden ging. Hier kam er mit Ludwig Richter in Kontakt, mit dem er später zusammenarbeitete. Im Jahr 1846 wurde er Lehrer und neun Jahre später Professor am Atelier für Holzschneidekunst an der Dresdner Kunstakademie. Gemeinsam mit Robert Reinick arbeitete er am Deutschen Jugendkalender 1847 und 1848 mit, der von Georg Wigand in Leipzig herausgegeben wurde. Hugo Bürkner war Ehrenmitglied der Wiener Akademie. Unter seinen Studenten befand sich ab 1894 Georg Erler.
Hugo Bürkner trug entscheidend zur Entwicklung des Holzschnitts in Deutschland bei. Von den rund 11.000 Holzschnitten, die unter seiner Aufsicht entstanden, zierten viele beliebte Kinder- und Jugendbücher des 19. Jahrhunderts.
Hugo Bürkner, dessen Bruder Adolph Bürkner (1824–1898) als Architekt bekannt wurde, starb 1897 in Dresden und wurde auf dem dortigen Trinitatisfriedhof beigesetzt. In Dresden finden sich heute mehrere Objekte, die nach ihm benannt wurden, so z. B. die Hugo-Bürkner-Straße und der Hugo-Bürkner-Park.

## Familie
Bürkners Vater war der Polizeidirektor Leopold Bürkner in Dessau.
Hugo Bürkner war seit 1847 verheiratet mit Marianne, geb. Mendheim (1826–1910), Tochter des Samuel Ferdinand Mendheim (1786–1860), Buchhändler und Musikverleger in Berlin, und der Marianne Friedländer (1797–1826). Sie war die Urenkelin von David Friedländer. Ihr Schwager war Johann Gustav Droysen (1808–1884), in erster Ehe (1836) verheiratet mit Marie Mendheim (1820–1847). Sie wuchs nach dem Tod der Mutter bei den Großeltern Benoni Friedländer auf.
Kinder:
- Konrad (genannt Kurd) (1853–1913), Ohrenarzt, Professor, Gründer der HNO-Klinik in Göttingen
- Clara (1848–1895)
- Fanny (1851–1889), Malerin, Illustratorin
- Richard (1856–1913), Superintendent, Schriftsteller
- Emma (1857–1925)
- Anna (* 1859)
- Gertrud (1863–1945), Illustratorin (gestorben beim Bombenangriff auf Dresden)
- Marie (1866–1945), Autorin (gestorben beim Bombenangriff auf Dresden)

Nur Kurd hat geheiratet; er hatte drei Söhne:
- Robert Bürkner (1887–1962), Schauspieler, Theaterregisseur, Theaterintendant, Bühnenautor und Schriftsteller. Er bearbeitete unter anderem zahllose Märchen für die Bühne um, darunter die Werke der Brüder Grimm. Schauspieler Moritz Bürkner (* 1983) ist der Großneffe von Robert Bürkner.
- Felix Bürkner (1883–1957), 18-facher deutscher Meister im Dressurreiten, Olympiateilnehmer 1912, Autobiographie: Ein Reiterleben 1957
- Ernst Bürkner (Arzt)

## Bildbeispiele

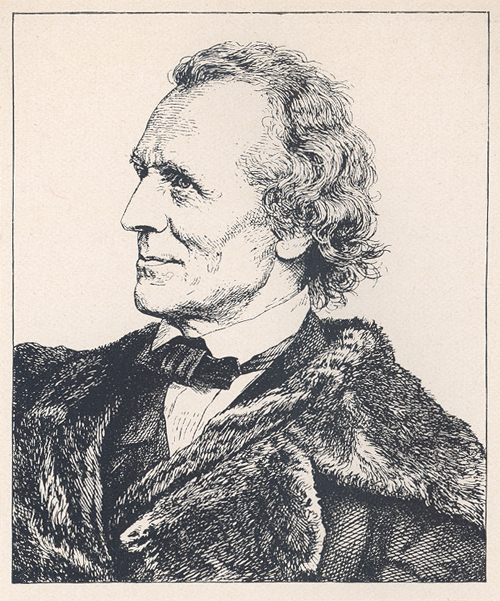
Hugo Bürkner: Julius Schnorr von Carolsfeld
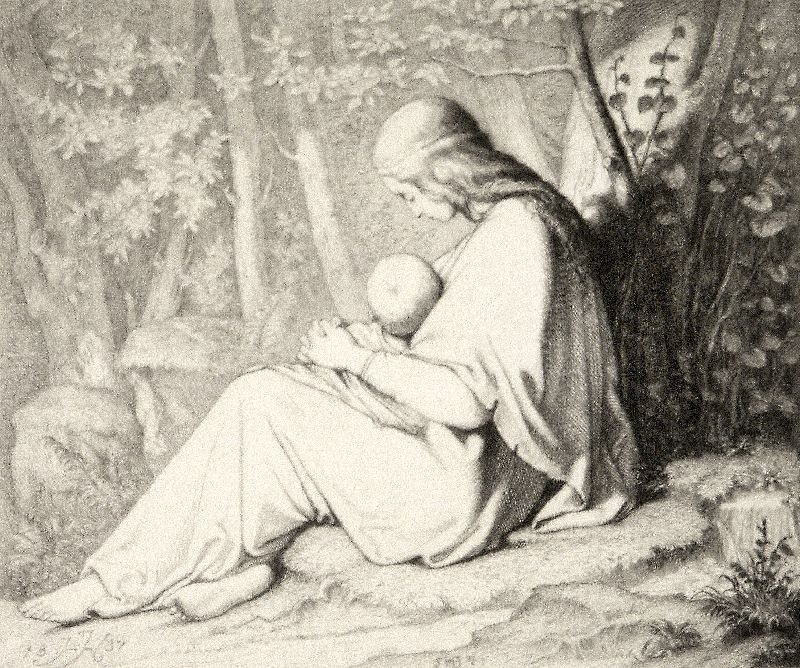
Hugo Bürkner: Genoveva
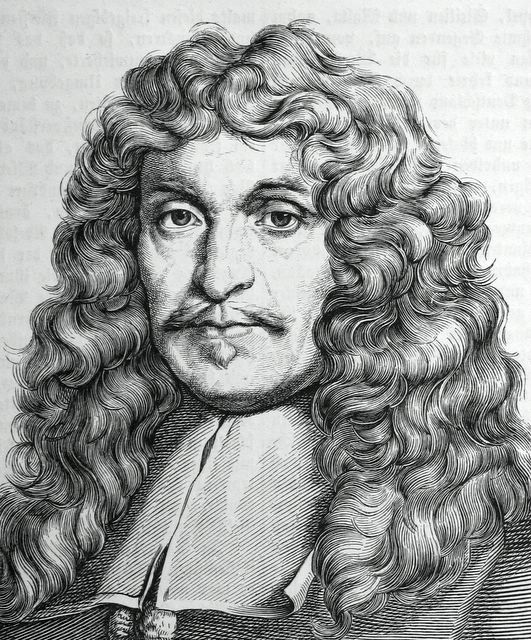
Hugo Bürkner: Joachim von Sandrart
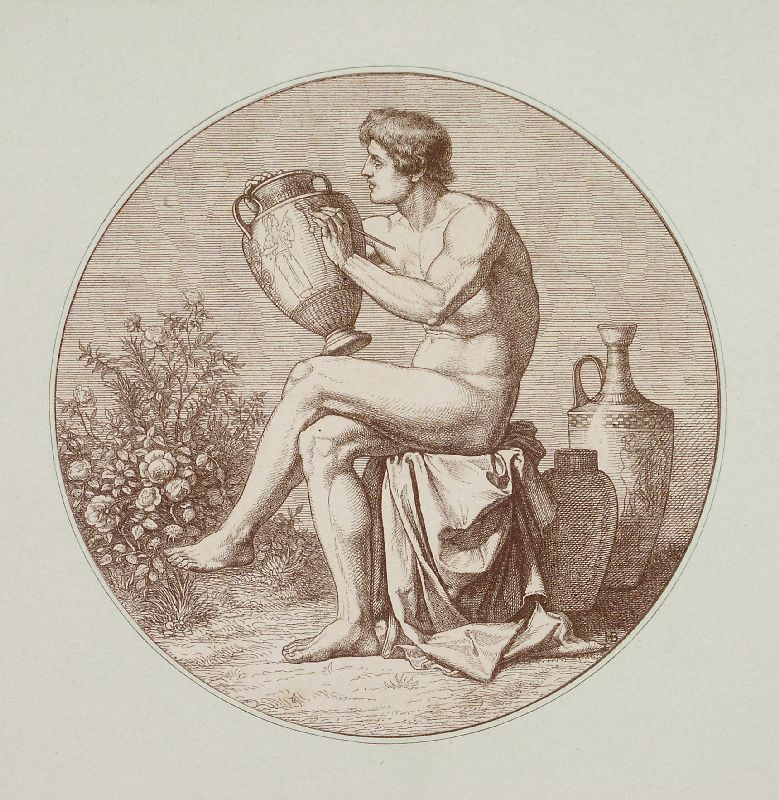
Hugo Bürkner: Sandmaler
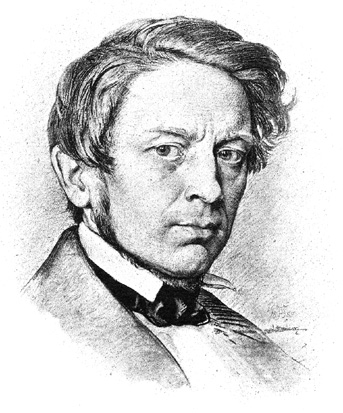
Johann Gustav Droysen. Stahlstich von H. Bürkner nach einer Zeichnung von Eduard Bendemann, 1856

## Werkbeispiele
Digitalisierte Ausgaben der Universitäts- und Landesbibliothek Düsseldorf:
- Der Fries im Thronsaale des Königlichen Schlosses zu Dresden / al fresco gemalt von Eduard Bendemann. Radirt v. Hugo Bürkner, Leipzig : Wigand, 1847. Digitalisierte Ausgabe
- Auch ein Todtentanz : aus dem Jahre 1848. – Leipzig : Wigand, 1849 (2. Aufl.) Digitalisierte Ausgabe
- Auch ein Todtentanz. – Leipzig : Wigand, 1849 (3. Aufl.) Digitalisierte Ausgabe
- Müller, Wolfgang. Kinderleben in Liedern und Bildern. – Düsseldorf : Schulz, 1850. Digitalisierte Ausgabe
- Rethel, Alfred. Der Zug Hannibal’s über die Alpen. – Wien : Zoeller, ca. 1875. Digitalisierte Ausgabe
- Hugo Bürkner’s Holzschnitt-Mappe. Kuntze, Dresden. Digitalisierte Ausgabe

Sonstige Werkbeispiele:
- Hubert Göbels (Hrsg.): Dreihundert berühmte deutsche Männer. Bildnisse und Lebensabrisse. Nach der Ausgabe von 1890. Illustrationen von Hugo Bürkner. Harenberg, Dortmund (= Die bibliophilen Taschenbücher.  Band 174).